# Xanthodesmus abyssinicus
Xanthodesmus abyssinicus är en mångfotingart som beskrevs av Cook 1896. Xanthodesmus abyssinicus ingår i släktet Xanthodesmus och familjen orangeridubbelfotingar. Inga underarter finns listade i Catalogue of Life.